# Calliostoma gendalli
Calliostoma gendalli is een slakkensoort uit de familie van de Calliostomatidae. De wetenschappelijke naam van de soort is voor het eerst geldig gepubliceerd in 1979 door Marshall.